# Free the Nipple (campanha)
Free the Nipple (em português: Liberte o mamilo) é uma campanha de igualdade de gênero batizada com o nome de um filme de Lina Esco de 2014. A campanha argumenta que às mulheres e aos homens deveria ser concedida a mesma liberdade e proteção, nos termos da lei. O movimento visa promover a igualdade de gênero e se opor a objetificação sexual.

## História

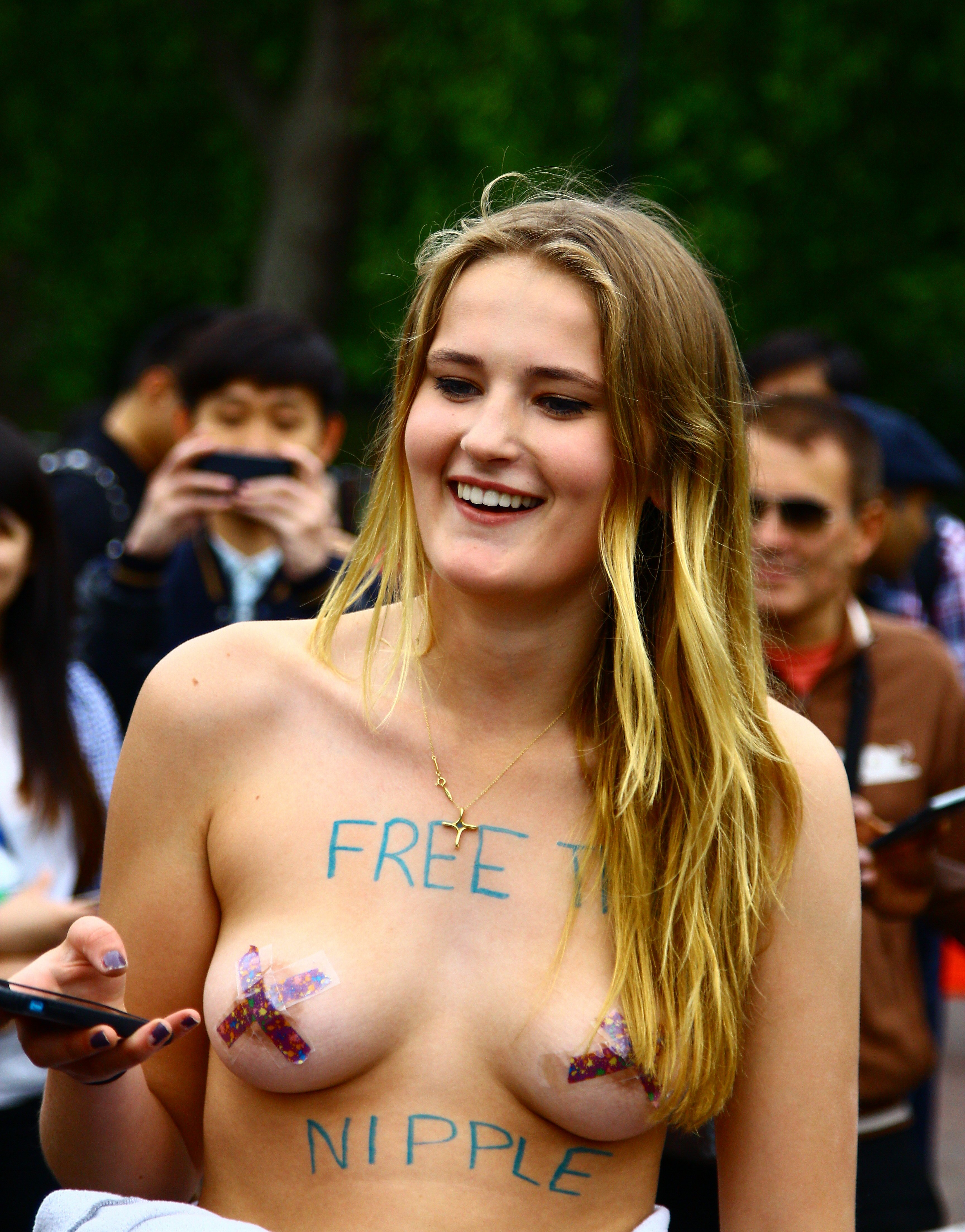
Participante da campanha na World Naked Bike Ride em Londres em junho de 2015

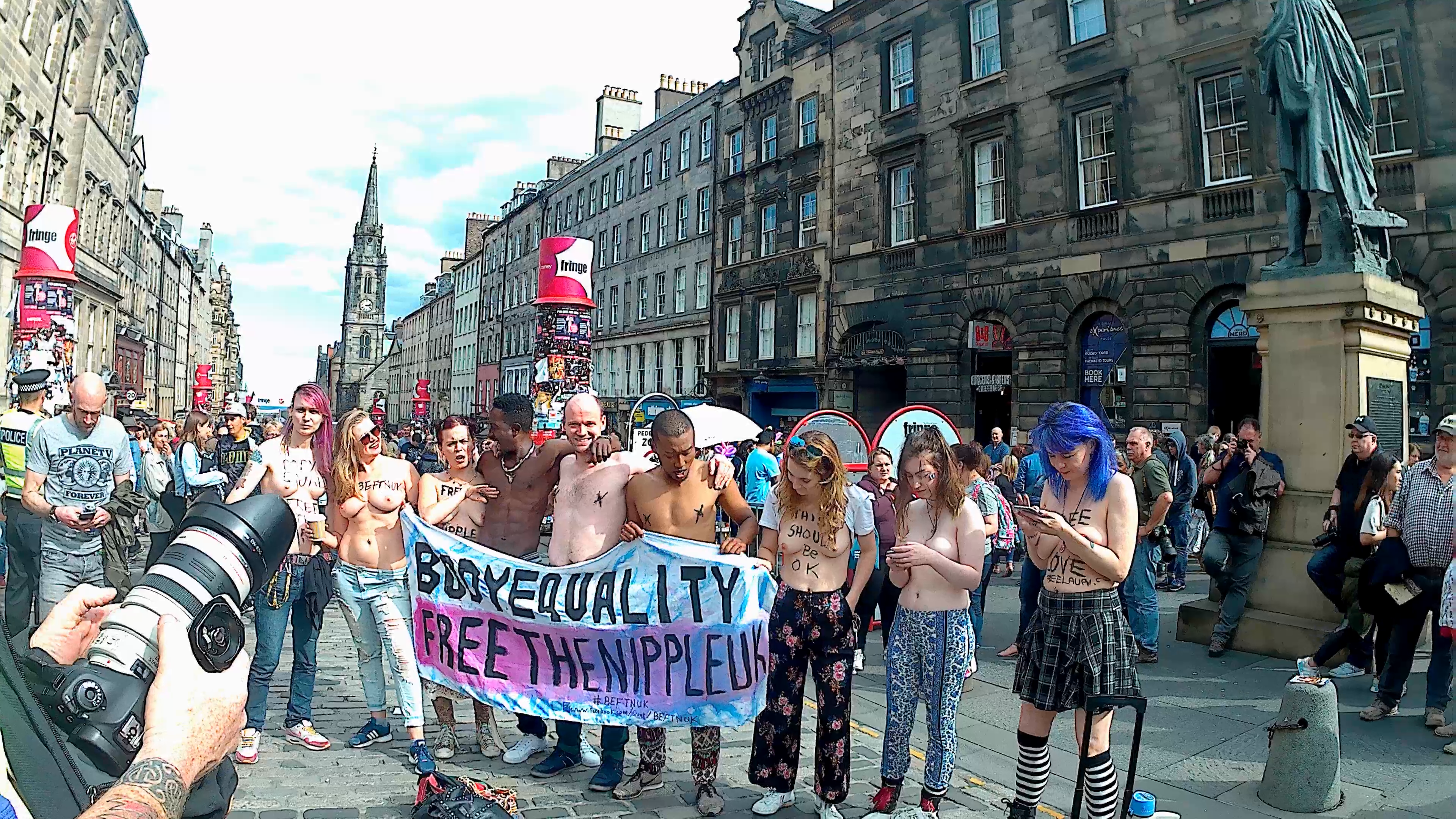
Free the nipple na Edingburgh Fringe Festival 2017

Apesar de alteração dos estatutos e regulamentos legalizando o topless para as mulheres em um número de estados, as mulheres ainda estão em risco de serem acusadas de indecência pública, perturbação da paz, ou comportamento lascivo. Uma dessas mulheres foi Phoenix Feeley, presa e encarcerada por estar de topless no estado de Nova Iorque no ano de 2005. Uma vez que ficou provado que a lei foi mal aplicada, considerando que o topless feminino tinha sido legalizado há quase 15 anos no estado de Nova Iorque, Feeley foi libertada e, posteriormente, recebeu US$ 29.000 em indenização.
Em 2015, a campanha chamou a atenção na Islândia e foi apoiada pela parlamentar Björt Ólafsdóttir, que postou uma foto de topless de si mesma, em solidariedade com uma ativista adolescente que tinha sido assediada por fazer o mesmo.

## Leis de exposição indecente
De acordo com as leis de nudez e decência pública nos Estados Unidos, Nova Iorque, Havaí, Maine, New Hampshire, Ohio e Texas são o seleto punhado de estados que legalizaram explicitamente o topless de homens e mulheres em lugares públicos.[carece de fontes?] por outro lado, a maioria dos estados nos EUA, notam explícita ou implicitamente que qualquer tipo de exposição da aréola feminina é um ato de exposição indecente e, portanto, um crime. Arizona, Flórida, Havaí, Illinois, Nova Iorque, Carolina do Sul, Utah, Virgínia e Washington são os únicos estados cujas leis distinguem expressamente mães que estão amamentando comparado a performances de "lascívia pública."
Embora a maioria dos estados proíbam as mulheres de estar de topless, New Hampshire não proíbe as mulheres de ficar de topless, se aos homens são permitidos o mesmo privilégio, e é por isso que áreas como as praias de Hampton, Laconia e Gilford tornaram-se lugares populares para protesto. De fato, em 09 de março de 2016, a Câmara Criminal da Justiça e Comissão de Segurança Pública de New Hampshire votou por 18 votos a 0 para arquivar um projeto de lei que proibiria o topless nas praias do estado. Sua razão para negar o projeto foi, "porque passar o projeto de lei garantiria que a lei iria ser contestada na corte federal porque violaria os direitos de proteção igual nos termos da Constituição." Em outras palavras, o projeto de lei foi negado porque é ilegal tentar limitar corpos só do sexo feminino.
Não é inerentemente ilegal estar de topless no Reino Unido. Em 2009, a Polícia Metropolitana de Londres disse à BBC que "não era um crime estar nu em público". No Reino Unido, é tecnicamente legal tomar sol nu em qualquer praia, e passeios nus de bicicleta ocorrem a cada ano em Londres. No entanto, Stephen Gough passou vários anos na prisão na Escócia por violar uma ordem impedindo-o de estar nu em público.

## Censura online
Tabus estadunidenses ao redor do mamilo feminino ainda são aplicadas por muitas plataformas de mídia social como Facebook e Instagram, que proíbem todo e qualquer "conteúdo gráfico" que retrata a aréola de uma mulher. As diretrizes de comunidade do Instagram exigem de seus usuários, "Mantenha suas roupas". No entanto, esta regra só parece se aplicar a imagens que contêm mamilos de mulheres enquanto elas são prontamente removidas por Instagram, a menos que a própria aréola esteja coberta. Em contraste, as fotos que caracterizam os homens de topless em geral, não estão sujeitas a este regulamento. Chelsea Handler, Miley Cyrus, Rihanna e Scout Willis receberam a resposta do Instagram por compartilhar fotos de seus mamas expostas. Willow Smith também teve uma imagem removida porque a retratou vestindo uma camisa com um par de mamilos femininos impressos nela, embora a própria camisa era de corte bastante conservadora. Ao explicar a necessidade de remover a nudez, o CEO do Instagram Kevin Systrom culpou o sistema de classificação da loja de aplicativos da Apple.
Eliminar a censura online das imagens do Free the Nipple é um dos objetivos do movimento. A censura, e especialmente a censura de sites de mídias sociais, agrava o problema de que os movimentos sociais, principalmente aqueles considerados tabu, topam com quem está se espalhando a mensagem. O uso de mídias sociais como Facebook, Twitter e Instagram, tem melhorado muito a capacidade dos ativistas de espalhar a sua mensagem na última década, tornando mais fácil para criar uma identidade coletiva. Este obstáculo público limita um aspecto organizacional chave dos movimentos sociais que Charles Tilly chamou de VUNC ou Valor, Unidade, Números e Compromisso. A necessidade dos ativistas para conseguir o VUNC é crítica para o sucesso de seu movimento, porque sem ele, o apoio morre rapidamente. Os ativistas do Free the Nipple precisam de TICs em seu repertório porque as ações de mídia social levam ao pluralismo acelerado, que pode levar ao efeito de transbordamento, o que pode ser visto nos movimentos Occupy Wall Street e Primavera Árabe. O transbordamento para a esfera pública é o que os ativistas do movimento social esperam porque quando ativistas se reúnem para protestar, leva a que Jϋrgen Habermas chama de ação comunicativa, ou mudança.

## Filme
Em 2014, a diretora Lina Esco lançou seu filme estadunidense Free the Nipple. O filme é concentrado em torno de um grupo de jovens mulheres que tomam as ruas de Nova Iorque quando eles protestam contra os muitos tabus legais e culturais em relação às mamas femininas por meio de golpes de publicidade, instalações de grafite, e de advogados da Primeira Emenda. Filmado originalmente em 2012, foi quase impossível para dar ao filme um grande lançamento o que levou, portanto, a Esco iniciar o movimento em dezembro de 2013.